# Смит, Элин
Элин Эдвард Смит (англ. Alyn Edward Smith; род. 15 сентября 1973, Глазго, Великобритания) — британский шотландский юрист и политик.
Член Шотландской национальной партии. В 2004—2019 годах был депутатом Европейского парламента от округа Шотландия. Возглавлял группу  Европейский свободный альянс. Член парламента Великобритании от округа Стерлинг с 2019 года. С 2020 года является министром иностранных дел  теневого кабинета Шотландской национальной партии.

## Личная жизнь
Родился в Глазго 15 сентября 1973 года. Отец, Эдвард Смит был строителем. Мать, Джейн Смит — домохозяйкой. Кроме него у родителей была дочь. В 1979 году, вместе с семьёй, переехал в Саудовскую Аравию, где отцу предложили работу в строительном секторе. Среднее образование получил в Международной школе в Эр-Рияде. В 1986 году вернулся в Великобританию. Изучал правоведение и европейское право в Лидсском университете. В течение года проходил стажировку по программе Эразмус в Гейдельбергском университете. В 1996 году окончил Юридическую школу Ноттингемского университета и защитил степень магистра в области европеистики Европейского колледжа в Варшаве. Затем в течение года преподавал английский язык в Индии и работал в организации «Шотландия Европа» в Брюсселе. Позднее переехал в Лондон, где получил квалификацию юриста в коммерческой юридической фирме «Клиффорд Чейнс».
Элин Эдвард Смит — открытый гомосексуал. Состоит в партнёрских отношениях с гражданским активистом Джорданом Хендерсеном. Смит является почётным президентом организации «Молодёжь Шотландии за независимость» и почётным вице-президентом Шотландского общества защиты животных от жестокого обращения. Свободно владеет английским, арабским и французским языками.

## Политическая деятельность
В 2004 году победил на выборах в Европейский парламент от округа Шотландия и стал самым молодым европейским депутатом. После трижды переизбирался на выборах в Европейский парламент в 2009, 2014 и 2019 годах. Заседал в парламенте в качестве члена группы Европейского свободного альянса, состоявшей из семи человек, которая сохраняла свою автономию в рамках фракции Зелёные — Европейский свободный альянс. Во время первого парламентского срока служил в качестве полноправного члена Комитета по сельскому хозяйству и развитию сельских районов. В 2009 году «Журнал шотландского фермера» вручил ему награду «За выдающийся вклад в шотландское сельское хозяйство» на Хайлэндской ярмарке. После своего переизбрания в 2014 году Смит стал полноправным членом Комитета по иностранным делам, оставаясь альтернативным членом Комитета по сельскому хозяйству и развитию сельских районов. Он также был полноправным членом делегаций по отношениям со странами Аравийского полуострова и Ираком.
27 марта 2019 года в своей краткой речи перед Европейским парламентом Смит заявил, что Брексит приведет к тому, что народ Шотландии будет выведен из Европейского Союза вопреки его демократически выраженной воле, и что независимость Шотландии от Великобритании может предоставить шотландцам возможность вернуться в ЕС. Многие заголовки газет цитировали заключительную фразу его выступления: «Я прошу вас оставить свет включённым, чтобы мы могли найти дорогу домой».
В мае 2019 года на канале «Скай Ньюс» Смит заявил, что Партия за Брексит — это «подставная компания, которая занимается отмыванием денег». После того, как председатель партии пригрозил ему судебным иском, Смит извинился и признал, что у него нет доказательств своего утверждения. Он оплатил судебные издержки председателя партии и сделал пожертвование на благотворительность. Утверждается, что пожертвование Смита было оплачено Шотландской национальной партией из партийных пожертвований её членов.
Также в мае 2019 года Смит заявил, что Шотландия должна быть «открыта» для присоединения к евро, если когда-либо страна выйдет из состава Великобритании. После выборов 2019 года Смит стал президентом группы Европейского свободного альянса в Европейском парламенте и, одновременно, первым вице-президентом фракции Зелёные — Европейский свободный альянс.
Смит был членом Национального исполнительного комитета Шотландской национальной партии до тех пор, пока не был избран в ноябре 2020 года в Палату общин Великобритании. Ранее на всеобщих выборах Великобритании 2001 года он баллотировался в округе Западный Эдинбург от Шотландской национальной партии и занял четвёртое место. На выборах в парламент Шотландии в 2003 году он снова баллотировался в том же округе и опять занял четвёртое место.
12 декабря 2019 года Смит был избран членом парламента Великобритании от округа Стерлинг, обойдя на выборах в то время действующего президента Консервативной партии Стивена Керра с большинством в 9254 голоса или 17,6%. После своего избрания Смит сложил с себя полномочия депутата Европейского парламента.